# قسم (حضرموت)

تعديل مصدري - تعديل

قسم هي إحدى قرى مدينة تريم بمديرية تريم التابعة لمحافظة حضرموت، بلغ تعداد سكانها 2757 نسمة حسب تعداد اليمن لعام 2004.

## تاريخها القديم
تقع قسم في إقليم بين النقرة وقبر هود في قلب حضرموت، وهو يشمل قسم والسوم وفغمة، ويظهر أن هذا الإقليم كان فيما مضى منطقة حربية لكثرة وجود القلاع القديمة المتهدمة التي منها قلعة العر، وتوجد بها رسوم ونقوش، وقد درس أحد علماء الألمان في برلين تلك الكتابات، وفك رموز تلك النقوش، حيث يرى أن أقوام حضرموت غلبت عليهم الصفات الحربية من عصور متقدمة، وعلى قوله فقد ذُكر الإقليم وملوكه في النقوش السبئية القديمة.

## تاريخها الحديث
هي أرض واسعة اشتراها علي بن علوي باعلوي بعشرين ألف دينار، وسمَّاها (قَسَم) باسم أرض كانت لأهله بالبصرة، وغرسها نخيلًا، وبنى بها دارا ينزلها أيام الرُّطَب، ثم بنى جماعة بيوتًا عند داره حتى صارت قرية، ولهذا سمي "خالع قسم"، توفي بتريم سنة 529 هـ. ويحيط بالقرية سور متهدم، ويسكنها بضع مئات من السكان بينما كانت غاصة بالألوف فيما مضى، وخارج السور تقع المدافن، وتحدها من الجهة الأخرى قلعة على طراز حصون الأشراف في عهد الأقطاع في العصور الوسطى، وقد تهدم جزء منها، ولكنها ما زالت حافظة لروائها. كما يوجد حصن المقدم بن يماني في الجهة الشمالية من القرية، والذي قام ببنائه المقدم أحمد بن عبد الله بن أحمد بن عبد الشيخ بن يماني سنة 1241 هـ.